# 김봉곤 (소설가)
김봉곤(金蓬坤, 1985년 6월 21일~)은 대한민국의 소설가로, 2016년 동아일보 신춘문예를 통하여 등단했다.
경남 진해에서 태어나고 자라서 2006년 부산대학교 경영학과 3학년 1학기를 중퇴하고, 2007년 한국예술종합학교 영화학과에 입학했다. 영화과에 들어간 계기는 윤종빈 감독의 독립영화 《용서받지 못한 자》였다. 그러나 1학년 1학기 때 정이현 작가의 글쓰기 수업을 듣고 커리어를 소설로 전향하여, 2016년 동아일보 신춘문예로 등단했다. 같은 해 문학동네 편집자로 입사했다.
커밍아웃한 게이이다. 그리고 그의 소설 대부분은 본인의 이름과 같은 '봉곤'을 주인공으로 하며 개인사를 적극적으로 반영한 1인칭 소설이다. 작가 자신은 인터뷰에서 1인칭에 대한 믿음을 갖고 있다며 '가장 말하고 싶은 것은 내 정체성'이기 때문에 그렇게 소설을 쓴다고 말했다.

## 논란

### 〈그런 생활〉 무단전재 관련
2020년 7월 10일 트위터에서 스스로 작가의 단편 〈그런 생활〉에 등장하는 'C누나'라고 밝히며, 작가가 자신과의 카카오톡 대화 내용을 해당 작품에 무단으로 사용했다는 폭로가 올라왔다. 'C누나'는 이 사실을 알고 내용 수정과 젊은작가상 수상 취소 요청을 문학동네 출판사에 요청했다. 수정 내용은 반영이 되었으나 수정 사실에 대한 공지와 수상 취소는 이루어지지 않았다. 김봉곤 작가는 수정본에서 새로 창작한 대화 내용을 썼고, 7월 11일 트위터를 통해 "작품에 싣기 전 사용 동의를 얻었고, 게재 전 원고를 보여줬을 때의 반응이 수정 요구라고 생각하지 못했다"고 항변했다.
같은 해 함께 젊은작가상을 수상한 소설가 김초엽은 페이스북에 "소설의 가치가 한 사람의 삶보다 우선한다고 생각하지 않는다"며 작가와 문단을 비판하는 글을 올렸다.
7월 17일 첫 번째 소설집 《여름, 스피드》의 표제작이 자신과의 대화와 사생활을 무단으로 사용했다는 또다른 피해자가 나오자 문학동네는 《여름, 스피드》와 《제11회 젊은작가상 수상작품집》을 판매 중지하고, 창비는 〈그런 생활〉이 수록된 소설집 《시절과 기분》의 판매를 중단했다. 7월 21일 김봉곤 작가는 트위터를 통해 부주의한 글쓰기가 가져온 폭력과 피해를 사과하며 젊은작가상을 반납한다고 밝혔다. 문학동네는 《제11회 젊은작가상 수상작품집》에서 소설 〈그런 생활〉을 삭제하고 그 경위를 담은 개정판을 수상 작가들의 동의 절차를 거쳐 재출간하겠다고 밝혔다.

이후 김봉곤 작가는 법정에서 "무단인용이 아니며, 불법행위가 인정되지 않는다"는 판결을 받았다.

## 작품
- 《여름, 스피드》 (문학동네) 2018년 6월 ISBN 978-89546518-4-4
- 《시절과 기분》 (창비) 2020년 5월 ISBN 978-89364381-2-8

공저
- 《사랑을 멈추지 말아요》 (큐큐(QQ)) 2018년 8월 ISBN 979-11964381-1-1
  - 유월 열차
- 《이효석문학상 수상작품집 2018》 (생각정거장) 2018년 10월 ISBN 979-11554289-9-3
  - 컬리지 포크
- 《제10회 젊은작가상 수상작품집》 (문학동네) 2019년 4월 ISBN 978-89546558-1-1
  - 데이 포 나이트
- 《2020 제11회 젊은작가상 수상작품집》 (문학동네) 2020년 4월 ISBN 978-89546711-5-6
  - 그런 생활